# Campionati del mondo di ciclismo su pista 2011 - Corsa a punti femminile
La corsa a punti femminile ai Campionati del mondo di ciclismo su pista 2011 si svolse il 23 marzo 2011 su un percorso di 100 giri, per un totale di 25 km/h con sprint intermedi ogni 10 giri. La vittoria andò alla bielorussa Tatsiana Sharakova, che concluse il percorso con il tempo di 33'06"469 alla media di 45,306 km/h.
Partenza con 20 cicliste di federazioni diverse delle quali 16 completarono la gara.

## Podio
| Pos.    | Atleta             | Nazionalità |
| ------- | ------------------ | ----------- |
| Oro     | Tatsiana Sharakova | Bielorussia |
| Argento | Jarmila Machačová  | Rep. Ceca   |
| Bronzo  | Giorgia Bronzini   | Italia      |

## Risultati
| Posizione | Atleta               | Nazione       | Punti sprint | Punti giri | Totale |
| --------- | -------------------- | ------------- | ------------ | ---------- | ------ |
| 1         | Tatsiana Sharakova   | Bielorussia   | 10           | 20         | 30     |
| 2         | Jarmila Machačová    | Rep. Ceca     | 20           | 0          | 20     |
| 3         | Giorgia Bronzini     | Italia        | 14           | 0          | 14     |
| 4         | Minami Uwano         | Giappone      | 12           | 0          | 12     |
| 5         | Yoanka González      | Cuba          | 10           | 0          | 10     |
| 6         | Cari Higgins         | Stati Uniti   | 7            | 0          | 7      |
| 7         | Marianne Vos         | Paesi Bassi   | 7            | 0          | 7      |
| 8         | María Luisa Calle    | Colombia      | 6            | 0          | 6      |
| 9         | Joanne Kiesanowski   | Nuova Zelanda | 6            | 0          | 6      |
| 10        | Madeleine Sandig     | Germania      | 5            | 0          | 5      |
| 11        | Pascale Schnider     | Svizzera      | 4            | 0          | 4      |
| 12        | Danielys García      | Venezuela     | 0            | 0          | 0      |
| 13        | Hsiao Mei-yu         | Taipei cinese | 0            | 0          | 0      |
| 14        | Chanpeng Nontasin    | Thailandia    | 0            | 0          | 0      |
| 15        | Jamie Wong           | Hong Kong     | 0            | 0          | 0      |
| 16        | Svetlana Pauliukaitė | Lituania      | 0            | 0          | 0      |
| —         | Leire Olaberria      | Spagna        | 6            | DNF        | DNF    |
| —         | Pascale Jeuland      | Francia       | 3            | DNF        | DNF    |
| —         | Sarah Kent           | Australia     | 0            | DNF        | DNF    |
| —         | Edyta Jasińska       | Polonia       | 0            | DNF        | DNF    |

DNF = Prova non completata